# Gemini (Kina)
För andra betydelser, se Gemini.
Gemini (kinesiska 简迷离 Pinyin: Jiànmílí) är ett kinesiskt rockband som består av den franske låtskrivaren, gitarristen och sångaren Gabryl (小文) och den kinesiska låtskrivaren, pianisten och huvudsångaren Suna (苏娜).

## Historia
Då Suna var i Frankrike möttes Gabryl och Suna online på webbplatsen Meetic 2004. De beslutade sig för att producera musik tillsammans och håller numera till i Peking. Debutalbumet Personal Life utkom 2006 och fick bra kritik. De sjunger på skivbolaget Zhu Shu Entertainment i Kina.

## Stil
Geminis stil är likt andra rockbands, men med starkare elektroniskt inslag. De har låtar på mandarinkinesiska, engelska och franska. De har också influenser från pop och hiphop.

## Diskografi

### Album
- Personal Life (私人生活) - (2006)
- The last night of monsters (落幕之舞) (2010)